# Mürtschenstock
Der Mürtschenstock ist ein 2441 m ü. M. hoher Berg im Kanton Glarus in der Schweiz, der vor allem vom Walensee-Gebiet her sehr markant wirkt.

## Lage und Umgebung

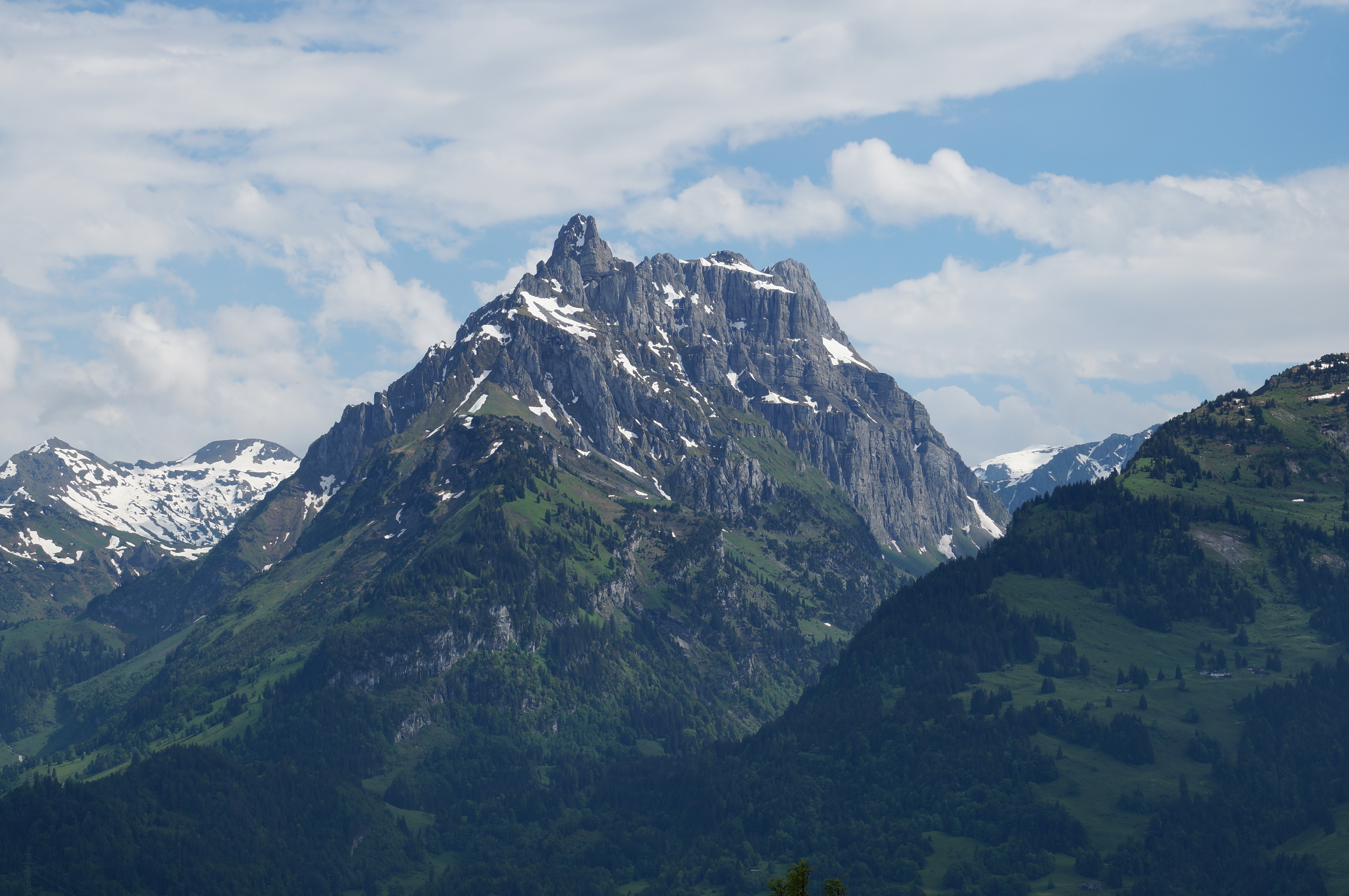
Nordseite

Mürtschenstock, 1907

Der Mürtschenstock erhebt sich südlich des Walensees im Ortsteil Obstalden der Gemeinde Glarus Nord. Der in Nord-Süd-Richtung langgestreckte Gebirgsstock ist auf allen Seiten von steilen Felswänden geprägt. Die wichtigsten Gipfel nennen sich von Süden nach Norden Ruchen, Fulen und Stock und sind 2441 m, 2410 m und 2390 m hoch.

## Geologie
Das Massiv besteht aus Kalkstein, wobei der südliche Teil um den Ruchen gänzlich aus Quintnerkalk aufgebaut ist, der Mittel- und Nordteil im oberen Bereich jedoch aus Öhrlikalk besteht, auch Mergel ist hier zu finden.
Das Gestein ist hier äusserst brüchig, was auch im Namen des Berges zum Ausdruck kommt: Mürtschen leitet sich von „morsch“ ab, Ruchen wird auf „Rüchi“ (Schutthalde) zurückgeführt, und für Fulen wird „faul“ als Ursprung vermutet.

## Wege
Am leichtesten ist der Mittelgipfel Fulen erreichbar. Der Normalweg führt über die felsige Ostflanke im Schwierigkeitsgrad T5 zum Gipfel. Auch auf den Ruchen führt der leichteste Anstieg über die Ostflanke, wegen der Brüchigkeit des Gesteins in diesem Bereich gilt jedoch heute der Südgrat (T6) als Normalweg. Der Gipfel des Stock ist nur durch Kletterei ab dem Schwierigkeitsgrad ZS zu erreichen. Alle drei Gipfelpunkte sind mit einem Gipfelbuch ausgestattet. Die Überschreitung des Stockes von Süden nach Norden ist eine beliebte Klettertour im Schwierigkeitsgrad IV (UIAA). Die Umrundung des Massivs (T3) ist bei Wanderern populär.

## Mürtschenloch

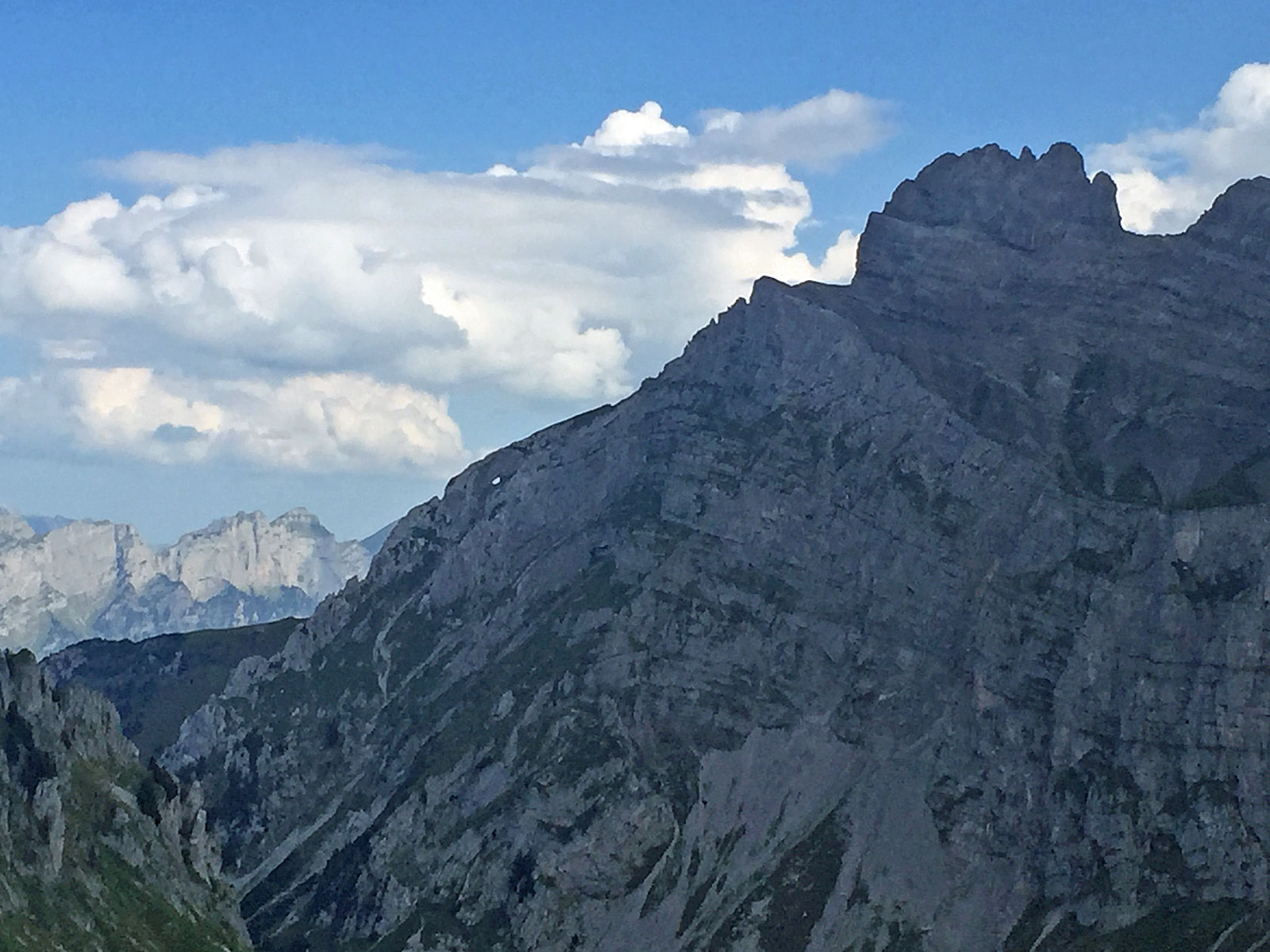
Mürtschenloch von Südwest

Im Nordgrat des Mürtschenstock befindet sich ein Felsenfenster, das Mürtschenloch oder Stockloch genannt wird. Der Strahl der durch das Loch scheinenden Sonne bescheint Anfang November und Februar die Kirche von Mühlehorn, Ende November und Januar das Dorf Obstalden GL. Der Sage nach soll das Loch durch einen Drachen entstanden sein, der gegen den Berg prallte.

## Meteorit
2017 wurde am Mürtschenstock ein 355 Gramm schwerer Steinmeteorit des Typs L6 gefunden. Da er kaum verwittert ist, kann der Fall höchstens vor wenigen Jahrzehnten bis Jahrhunderten stattgefunden haben.